# دیوید گالووی
دیوید گالووی (انگلیسی: David Galloway (writer)؛ زادهٔ ۵ مهٔ ۱۹۳۷) یک روزنامه‌نگار، و رمان‌نویس اهل ایالات متحده آمریکا، آلمان بود.